# Мандодари
Мандода́ри (санскр. मंदोदरी) — персонаж древнеиндийского эпоса «Рамаяна», красивая и добродетельная дочь царя Данавов Майясуры и небесной танцовщицы Хемы. Более всего известна как царица-супруга демонического правителя Ланки Раваны и как мать Индраджита, победившего правителя девов Индру.
В индуизме Мандодари наряду с Ахальей, Драупади, Ситой и Тарой почитается как одна из Панча-каний, которые символизируют пять элементов материальной природы. Считается, что просто произнося имена Панча-каний, можно очиститься от всех грехов.
В 32 км от Джодхпура в Раджастхане расположен городок Мандор. Считается, что именно в этом месте Равана женился на Мандодари. В городе можно увидеть точное место, где, согласно верованиям индуистов, состоялась свадебная церемония. Местные жители называют это место «Раванджи ки чанвари». В городе живут брахманы, которые утверждают, что являются потомками Раваны.
С именем Мандодари (тайск. มณโฑ, монтхо) связано стандартное название 17-й буквы тайского алфавита Тхомонтхо.